# Aneurhynchus
Aneurhynchus is een geslacht van vliesvleugelige insecten uit de familie Diapriidae.

## Soorten
- A. ariadne Nixon, 1980
- A. coryphe Nixon, 1980
- A. crinicornis Wall, 1971
- A. depressus Wall, 1971
- A. femoralis Kieffer, 1911
- A. filicornis Kieffer, 1911
- A. flavicornis Wall, 1971
- A. fragilis Nixon, 1980
- A. galesiformis Westwood, 1832
- A. gracilicornis Wall, 1971
- A. gracilis Wall, 1971
- A. holocerus Kieffer, 1913
- A. isotomus Kieffer, 1911
- A. lativentris Kieffer, 1911
- A. longicornis Thomson, 1859
- A. macrocerus Kieffer, 1911
- A. macrotomus Vollenhoven, 1874
- A. mese Nixon, 1980
- A. micropterus Kieffer, 1911
- A. montanus Szabó, 1977

- A. nodicornis Marshall, 1867
- A. obliquus Kieffer, 1911
- A. oviventris Thomson, 1859
- A. pentatomus Thomson, 1859
- A. phorivora Kieffer, 1911
- A. pseudoclavatus Wall, 1971
- A. pygmaeus Hellen, 1963
- A. ruficornis Thomson, 1859
- A. tetratomus Kieffer, 1911
- A. tritomus Wall, 1971
- A. trivialis Kieffer, 1911
- A. uniformis Wall, 1971